# 스칸스툴역
스칸스툴(스웨덴어: Skanstull) 역은 스톡홀름 쇠데르말름 지구에 있는 스톡홀름 지하철 그뢰나 선의 역이다. 1933년 슬루센-링베옌 간 지하 노면 전차를 위한 쇠데르 터널이 개업하면서 링베옌(Ringvägen)역으로 개업하였다. 링베옌과 예트가탄 교차 지점에 역이 있으며, 1일 승차량은 약 53000명이다. 홀예르 블롬(Holger Blom)이 역을 설계하였고, 베를린 U-반을 모델로 하였다.
1950년 도시 철도 기준으로 개축되었고, 10월 1일 도시 철도 영업을 시작하였다. 과거 노면 전차에 사용하였던 전차선 지지봉을 승강장에서 볼 수 있다. 예타가탄 지하 약 5m에 승강장이 있으며, 링베옌/예타가탄 및 알헬공가가탄 쪽으로 출입구가 있다. 후자의 출입구는 1957년 11월 21일 개통되었다. 2003-2004년에 역이 개축되었고, 승강장은 2009년 재 시공되었다.
2004년 역내 설치 미술을 위한 모니터가 설치되었다. 최고 6개까지 동시에 영상을 상영할 수 있으며 1년에 2회 변경된다.

## 참조
1. ↑  “Konsten på stationen”. SL. 2010년 4월 9일. 2014년 2월 23일에 원본 문서에서 보존된 문서. 2010년 7월 5일에 확인함.

## 인접한 역
| 그뢰나 선                               | 그뢰나 선       | 그뢰나 선                                                   |
| --------------------------------------- | --------------- | ----------------------------------------------------------- |
| 메드보리아르플라첸 헤셀뷔 스트란드 방면 | T17 · T18 · T19 | 굴마르스플란 스카르프넥 · 파르스타 스트란드 · 학세트라 방면 |